# Wiltscha
Wiltscha (ukrainisch Вільча; russisch Вильча) ist eine Siedlung städtischen Typs im Nordosten der Ukraine mit etwa 1600 Einwohnern.

## Geographie
Die Ortschaft liegt in der Oblast Charkiw im Rajon Tschuhujiw, etwa 4 Kilometer südlich der ehemaligen Rajonshauptstadt Wowtschansk und 58 Kilometer östlich der Oblasthauptstadt Charkiw an der Bahnstrecke Sumy–Horliwka. Die Territorialstraße T–21–04 führt an der Siedlung vorbei.

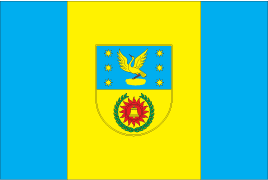
Flagge des Ortes

## Geschichte
Die Siedlung wurde 1993 für Umsiedler aus der Sperrzone von Tschernobyl gegründet. Der Name der Ortschaft wurde von der verlassenen, gleichnamigen Siedlung städtischen Typs in der radioaktiv kontaminierten Zone im Nordwesten des Rajon Poliske übernommen.
Am 12. Juni 2020 wurde die Siedlung ein Teil der neu gegründeten Stadtgemeinde Wowtschansk; bis dahin bildete die gleichnamige Siedlungsratsgemeinde Wiltscha (Вільчанська селищна рада/Wiltschanska selyschtschna rada) im Zentrum des Rajons Wowtschansk.
Am 17. Juli 2020 wurde der Ort ein Teil des Rajons Tschuhujiw.
Im Verlauf des Ukrainekrieges wurde der Ort im Februar 2022 durch russische Truppen besetzt, im Zuge der Ukrainische Gegenoffensive in der Ostukraine kam der Ort am 11. September 2022 wieder unter ukrainische Kontrolle.